# S/2003 J 18
S/2003 J 18, o Giove LV, è un satellite naturale irregolare del pianeta Giove.

## Scoperta
Il satellite è stato scoperto nel 2003 da un gruppo di astronomi dell'Università delle Hawaii guidato da Brett J. Gladman e composta da John Kavelaars, Jean-Marc Petit, Lynne Allen, Scott Sheppard, David Jewitt e Jan Kleyna. Al momento della scoperta ha ricevuto al designazione provvisoria S/2003 J 18.
Poco dopo la scoperta il satellite fu considerato perduto,
Fu ritrovato nel 2017 e a quel punto ha ricevuto l'ordinale Giove LV.

## Denominazione
In attesa della promulgazione della denominazione definitiva da parte dell'Unione Astronomica Internazionale, il satellite è noto mediante la designazione numerale definitiva Giove LV.

## Parametri orbitali
Stanti i suoi parametri orbitali, S/2003 J 18 è considerato un membro del gruppo di Ananke, costituito dai satelliti naturali di Giove irregolari caratterizzati da un moto retrogrado attorno al pianeta, da semiassi maggiori compresi fra i 19,3 e 22,7 milioni di km e da inclinazioni orbitali prossime ai 150° rispetto all'eclittica.
S/2003 J 18 ha un diametro di circa 2 km e orbita con moto retrogrado attorno a Giove in 604,99 giorni, a una distanza media di 20,22 milioni di km, con un'inclinazione di 143° rispetto all'eclittica (145° rispetto al piano equatoriale del pianeta), con un'eccentricità orbitale di 0,0509.
A causa delle perturbazioni gravitazionali indotte da Giove, nel 2019 l'eccentricità del satellite è scesa al valore 0,046, che è più bassa dell'eccentricità della Luna, il cui valore medio è 0,054. Questo ha fatto sì che Giove LV sia temporaneamente il satellite naturale con l'orbita più circolare del sistema solare.